# Rachel Trickett
Rachel Trickett est une romancière et universitaire britannique née le 20 décembre 1923 et morte le 24 juin 1999 à Oxford.
Elle est principale du St Hugh's College de 1973 à 1991, succédant à Kathleen Kenyon.